# Volada
Volada (griechisch Βωλάδα (f. sg.)) ist ein Dorf im Süden der griechischen Insel Karpathos.

## Lage
Das Dorf liegt im Zentrum des südlichen Inselteils an der Verbindungsstraße zwischen Ost- und Westküste. Etwa 1,5 Kilometer liegt  südwestlich das Dorf Othos, Aperi unmittelbar östlich. Die Entfernung zur Stadt Karpathos beträgt etwa 7 Kilometer südöstlich. Die Streusiedlung Lastos liegt etwa 2 Kilometer nördlich.
Das Gebiet der Ortsgemeinschaft Volada erstreckt sich vom Dorf nordwärts, etwa von Kyra Panagia an der Ostküste bis zum Strand von Apella (Παραλία Απελλάς). Den Nordosten nimmt das Lastos-Massiv mit den größten Erhebungen der Insel ein. Die höchsten Gipfel sind die Kali Limni (Καλή Λίμνη, 1215 Meter), der Profitis Ilias (Προφίτης Ηλίας, 1168 Meter) sowie weiter südlich der Stroumboulas (Στρούμπουλας, 1118 Meter). Angrenzende Ortsgemeinschaften sind Aperi im Osten, Othos im Südwesten, Pyles und Mesochori im Westen sowie Spoa im Norden. Weiter südlich liegt eine Exklave die ebenfalls zum Gebiet der Ortsgemeinschaft zählt.

## Verwaltung
Von 1948 bis zur Gemeindereform 1997 hatte Volada den Status einer Landgemeinde (Κοινότητα Βωλάδας Kinótita Voládas). Die Siedlung Lastos erhielt 1991 die offizielle Anerkennung. 1997 erfolgte die Zusammenlegung von sieben weiteren Landgemeinden zur damaligen Gemeinde Karpathos dem heutigen Gemeindebezirk Karpathos. Die ehemaligen Gemeinden der Insel wurden durch die Verwaltungsreform 2010 zur neuen Gemeinde Karpathos (Δήμος Καρπάθου Dímos Karpáthou) zusammengelegt.
Einwohnerentwicklung von Volada
| Name   | griechisch      | Code       | 1947 | 1951 | 1961 | 1971 | 1981 | 1991 | 2001 | 2011 |
| ------ | --------------- | ---------- | ---- | ---- | ---- | ---- | ---- | ---- | ---- | ---- |
| Volada | Βωλάδα (f. sg.) | 6201010401 | 599  | 507  | 505  | 361  | 275  | 177  | 403  | 251  |
| Lastos | Λάστος (f. sg.) | 6201010402 |      |      |      |      |      | 084  | 012  | 013  |
| Gesamt | Gesamt          | 62010104   | 599  | 507  | 505  | 361  | 275  | 261  | 415  | 264  |

## Geschichte und Sehenswürdigkeiten
Das Gebiet um das heutige Voláda war vor allem in der Antike wie auch im Mittelalter sehr bedeutend. Gemäß Archäologen befand sich im Ortsteil Píni einst ein Apollontempel, und am Platz der später errichteten Cornaroburg könnte ursprünglich sogar eine Akropolis erbaut worden sein. Während der venezianischen Herrschaft erbaute die Handelsfamilie Corner eine große Festung, die Cornaroburg. Davon sind heute nur noch einzelne Mauerreste vorhanden. Heute befindet sich an diesem Platz die 1972 gebaute Stavrós-Kapelle (Heiligkreuzkapelle), auffallend durch das weiße Mauerwerk und die rote Kuppel. In und um Voláda und den nordwestlich liegenden Ortsteil Píni befinden sich mehrere weitere kleinere Kapellen.

## Sonstiges
Von Volada aus führt eine asphaltierte Straße hinauf zur Lástos-Hochebene, dem Ausgangspunkt von Wanderungen auf den Kalí Límni, den mit 1215 m höchsten Berg der Insel.